# Salwador na Mistrzostwach Świata w Lekkoatletyce 2015
Salwador na Mistrzostwach Świata w Lekkoatletyce 2015 – reprezentacja Salwadoru podczas Mistrzostw Świata w Pekinie liczyła 2 zawodników, którzy nie zdobyli żadnego medalu.

## Występy reprezentantów Salwadoru

### Mężczyźni
| Konkurencja   | Zawodnik     | Eliminacje | Eliminacje | Finał    | Finał   |
| Konkurencja   | Zawodnik     | Rezultat   | Pozycja    | Rezultat | Pozycja |
| ------------- | ------------ | ---------- | ---------- | -------- | ------- |
| Skok o tyczce | Natán Rivera | NM         | NM         | NQ       | NQ      |

### Kobiety
| Konkurencja                | Zawodniczka      | Runda 1  | Runda 1 | Półfinał | Półfinał | Finał    | Finał   |
| Konkurencja                | Zawodniczka      | Rezultat | Pozycja | Rezultat | Pozycja  | Rezultat | Pozycja |
| -------------------------- | ---------------- | -------- | ------- | -------- | -------- | -------- | ------- |
| Bieg na 100 m przez płotki | Beatriz Flamenco | 14,77    | 37.     | NQ       | NQ       | NQ       | NQ      |